# 아 바오아 쿠
아 바오아 쿠(영어: A Baoa Qu, 일본어: ア・バオア・クー)는 애니메이션 《기동전사 건담》, 《기동전사 Z 건담》 등에 등장하는 가공의 우주요새이다. 원래는 루나 2나 솔로몬과 마찬가지로 자원 채굴용으로 아스테로이드 벨트에서 운반되어 라그랑주 포인트의 L2에 배치된 소행성이었지만, 일년전쟁 전에 지온 공국의 손에 의해 또 하나의 소행성과 결합되어 반년 후에 우주 요새화 공사가 완료되었다. 원반 모양과 추 모양을 결합시킨 버섯이나 펼친 우산이라고도 할 수 없는 독특한 형상을 하고 있다.

## 같이 보기
- 기동전사 건담